# Dynamenella perforata
Dynamenella perforata là một loài chân đều trong họ Sphaeromatidae. Loài này được Moore miêu tả khoa học năm 1901.